# توسعه‌گرایی

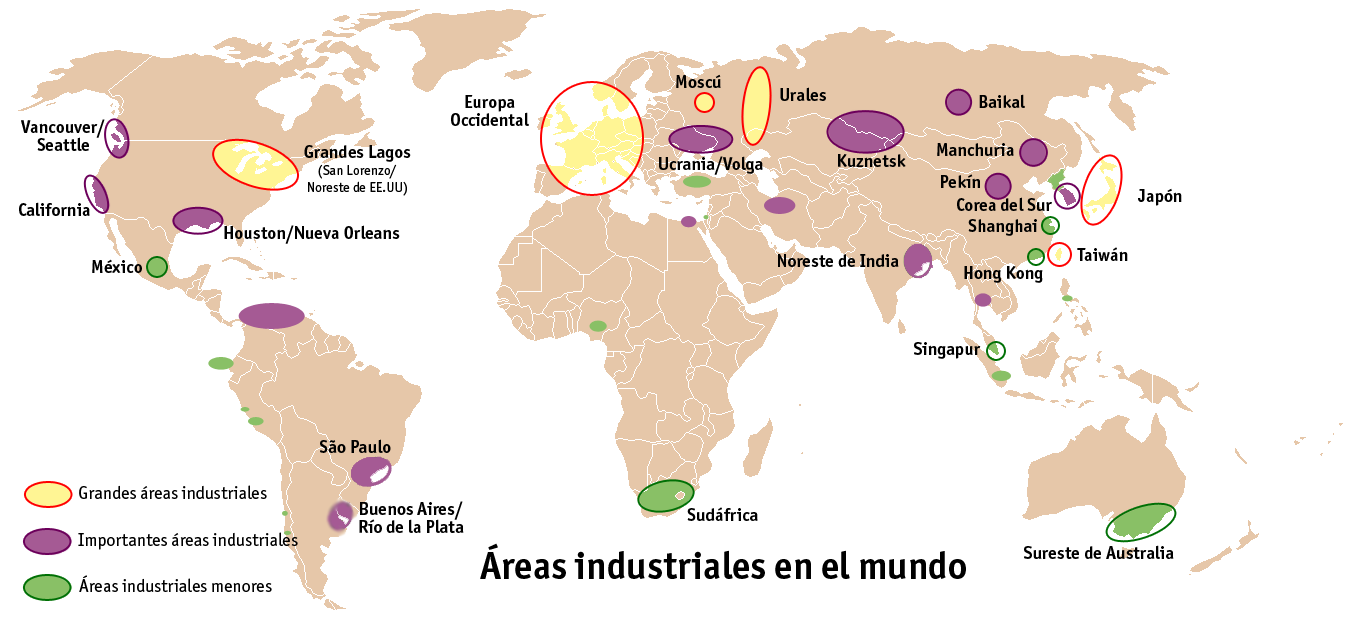
موقعیت مناطق صنعتی در جهان.

توسعه‌گرایی یک نظریه اقتصادی است که می‌گوید بهترین راه برای توسعه اقتصادی کشورهای کمتر توسعه یافته از طریق تقویت بازار داخلی متنوع و تحمیل تعرفه‌های بالا برای کالاهای وارداتی است.
این تئوری مبتنی بر این فرض است که نه تنها مراحل مشابه برای توسعه در همه کشورها وجود دارد بلکه حرکت خطی از یک مرحله به مرحله دیگر وجود دارد که از مرحله سنتی یا ابتدایی به مرحله مدرن یا صنعتی حرکت می‌کند.

## تاریخچه
«عصر طلایی» مکتب توسعه‌گرایی پس از سال ۱۹۴۵ آغاز شد و تا اواخر دهه ۱۹۶۰ گسترش یافت. با این همه، در دهه ۱۹۷۰ محبوبیت و گسترش توسعه گرایی متزلزل شد و رو به کاهش نهاد.
از سمت راست ، منتقدین می‌گویند که استراتژی‌های توسعه گرا، بازار آزاد استقلال خود را انکار می‌کند. با ایجاد یک اقتصاد بازار کنترل شده دولت، طبیعت ارگانیکی را که در آن بازار ایجاد می‌شود، از بین می‌برد. آنها استدلال می‌کنند که استراتژی‌های توسعه گرا عموماً در گذشته کار نکرده‌است، و بسیاری از کشورها را ترک کرده‌است، در حقیقت بدتر از آنکه قبل از شروع توسعه تحت کنترل دولت باشند. این به دلیل عدم آزادی در بازار آزاد و ماهیت تنگ کننده آن است. به نوبه خود، استدلال می‌شود، نیروهای توتالیتر واکنشی، دولت را در پاسخ به مداخلات غربی، مانند ونزوئلا چاوز و نیکاراگوئه اورتگا، مسئولیت خود را به دست می‌گیرند و مشکلات پیچیده تری برای چشم‌انداز غربی توسعه ایجاد می‌کنند.